# 红骨草
红骨草（学名：Lindernia montana）为玄参科母草属下的一个种。

## 扩展阅读
- 維基物種上的相關：红骨草